# František Valouch
František Valouch (28. dubna 1935 Olšany u Šumperka – 7. ledna 2017) byl básník, literární kritik, teoretik, publicista a editor.

## Životopis
Na Filozofické fakultě Univerzity Palackého v Olomouci vystudoval František Valouch oborovou specializaci čeština – dějepis. Studia ukončil roku 1962, poté rok pracoval ve Vlastivědném ústavu v Šumperku a od roku 1963 působil jako vědecký pracovník a pedagog na olomoucké FF UP, zejména na katedře bohemistiky a slavistiky, později také na katedře teorie a dějin dramatických umění a mezi lety 1999 a 2009 na katedře žurnalistiky. Roku 1969 získal doktorát filozofie za soubor studií vztahujících se k dílu Karla Čapka. Stal se také členem Společnosti bratří Čapků. Za knihu Česká poezie v období Mnichova obdržel titul kandidát věd. Docentem pro obor teorie a dějiny české literatury se stal roku 1991, na základě habilitační práce Studie z české poezie. Působil i na několika zahraničních univerzitách. Od poloviny 60. let psal odborné i publicistické texty a kritiky, jež vycházely například v periodikách Česká literatura, Host do domu, Literární noviny, Tvar a další. Na počátku 90. let spoluzaložil olomouckou pobočku Obce spisovatelů a byl zvolen jejím prvním předsedou. Působil také jako předseda Obce moravskoslezských spisovatelů. Roku 2000 mu byla za mnohaletou vědeckou a pedagogickou práci udělena Zlatá medaile Univerzity Palackého. Jeho studie a básně byly otištěny v několika sbornících a almanaších. Vydal dvě básnické sbírky.

## Dílo
Autor napsal řadu odborných a publicistických textů, z nichž některé souborně vyšly v knihách: Česká poezie v období Mnichova (1970; práce zaměřená na tvorbu Františka Halase, Vladimíra Holana, Josefa Hory a Jaroslava Seiferta), Čas v poezii, poezie v čase (2005; soubor kritických a teoretických prací, zejména statí a recenzí).
František Valouch vydal dvě básnické sbírky Přibližování (1978) a Honorář za hříchy (1990). Autorovy básně se vyznačují výrazovou přímostí a osobní vlnou. Jedná se o osobní a přírodní lyriku, pro kterou je příznačný smysl pro čistotu výrazu a jazyk vystačující si s minimem metaforičnosti. Básně jsou psány volným veršem. Druhá sbírka přináší až filozofické, případně existenciální, otázky.
Roku 2010 vydal autor vzpomínkovou knihu Kombinované techniky života (deníkové zápisky, úvahy, vzpomínky). Jedná se o soubor záznamů a zápisků z posledních let, který přináší osobní myšlenky a zároveň mapuje literární dění, dění spojené s Univerzitou Palackého v Olomouci, korespondenci a také přátelství s Ludvíkem Kunderou, jenž knihu doprovodil ilustracemi.

### Poezie
- Přibližování (Československý spisovatel, 1978)
- Honorář za hříchy (Československý spisovatel, 1990)

### Próza
- Kombinované techniky života (deníkové zápisky, úvahy, vzpomínky) (Univerzita Palackého v Olomouci, 2010)

### Odborná literatura
- Česká poezie v období Mnichova (Universita Palackého Olomouc, 1970)
- Čas v poezii, poezie v čase (Votobia, 2005)

### Vybrané studie, stati, recenze
- Cesta Karla Čapka od relativismu k antifašismu – Bílá nemoc. In: Krkonoše – Podkrkonoší 1963, Kruh, Hradec Králové 1964, s. 261 – 296.
- Maximum poezie. Literární noviny 13, 1964, č. 12, s. 9.
- Cestami poezie. Červený květ 10, 1965, č. 1, s. 256.
- Moderní anglická poezie. Literární noviny 14, 1965, č. 6, s. 9.
- Šest milostných Josefa Kocourka. Literární noviny 14, č. 42, s. 5.
- Bílá nemoc a skutečnost. Slovenská literatúra 12, 1965, č. 3, s. 321 – 323.
- Nad dílem Emiliana Glocara. In: Severní Morava, sv. 11, 1966, s. 37 – 52.
- Potřebná publikace [Jesenicko v období feudalismu do roku 1848]. Červený květ 11, 1966, č. 8, s. 254 – 255.
- Poezie hledání [ Zuzana Renčová: Světlo a ostatní, Josef Suchý: Jitřenka v uchu jehly, Antonín Přidal: Neznámí ve městě]. Červený květ 12, 1967, č. 3, s. 46.
- S básníkem, jenž hledá minulost [o historických prózách Emiliána Glocara]. Červený květ 12, 1967, č. 7, s. 32 – 33.
- Jubilejní sborník. Červený květ 13, 1968, č. 3, s. 42.
- Podnětný historický portrét. Český časopis historický 1968, č. 4, s. 536.
- Bezruč v korešpondencii. Kultúrny život 13, 1968, č. 31, s. 5.
- Básnický fragment Jana Zajíce. In: Severní Morava, sv. 12, 1968, s. 57 – 59.
- Lyrika smutku [ Ludvík Kundera: Fragment, Josef Suchý: Ocúnová flétna, Zdena Zábranská: Úmluva]. Červený květ 13, 1968, č. 8, s. 46.
- Maria Bellonciová: Lucrezia Borgia. Impuls 1968, č. 8, s. 589.
- Památník Palackého. Červený květ 13, 1968, č. 12, s. 45.
- Zapomenutá lyrická próza. Červený květ 14, 1969, č. 6, s. 34 – 35 .
- Rod Glocarů. Nové knihy 1970, č. 49, s. 1.
- Editio Trutnov. Texty 1970, č. 2, s. 38 – 39.
- Čapkův hrdina soucitu. In: Krkonoše – Podkrkonoší. Kruh, Hradec Králové 1970, s. 257 – 272.
- Severní Morava. In: Slezský sborník 1970, č. 3, s. 330.
- Doslov. In: Emilian Glocar: Olomoucká elegie. Ostrava 1970, s. 188 – 196 (s Františkem Spurným).
- Několik poznámek k proměnám kultury. In: K základním otázkám výzkumu kulturní úrovně. Ústav pro výzkum kultury, Praha 1971, s. 48 – 51.
- K pojmu kultura. In: Václavkova Olomouc 1970. Profil, Ostrava 1972, s. 48 – 51.
- Bedřich Václavek 1897 – 1943. Okresní knihovna v Třebíči, březen 1973, s. 2 – 3.
- Bedřich Václavek o tradici a modernosti. Kurýr Odeonu, léto 1973, s. 4.
- Zrod a vývoj Bedřicha Václavka jako kritika. In: Václavkova Olomouc 1972. SPN, Praha 1975, s. 9 – 16.
- A czech marxista kritika úttöröje. Uj szó 11. l. 1977, s. 4.
- Václavkova Olomouc 1976. Nová mysl 31, 1977, č. 2, s. 144 – 146.
- Vyzrálá prvotina [ Dušan Žváček: Propouštění z léta]. Tvorba 4. 5. 1977, s. 18.
- Severské léto v edicí Klín. Tvorba 15. 6. 1977, s. 18.
- Vědomí nepřetržitosti. Tvorba 7. 9. 1977, s. 18.
- Poezie lidského smyslu. Tvorba 19. 10. 1977, s. 18.
- Výročí básníka a spisovatele Bartoše Vlčka. Lidová demokracie 21. 10. 1977, s. 18.
- Úskalí volného verše. Tvorba 30. 11. 1977, s. 18.
- Změna krajiny [ Antonín Bartušek: Změna krajiny]. Tvorba 24. l. 1978, s. 18.
- Nejedlého moskevské epištoly [ Zdeněk Nejedlý: Moskevské epištoly]. Tvorba 3. 5. 1978, č. 18, s. 16.
- Rádce Jaromír John [ Jaromír John: Rady mladšímu spisovateli]. Literární měsíčník 7, 1978, č. 5, s. 109.
- Věrnost krajině [ Vladimír Brandejs: Černý rybíz]. Literární měsíčník 7, 1978, č. 7, s. 109 – 110.
- Dvojí pokus o Karla Čapka [ František Buriánek: Karel Čapek]. Tvorba 15. 11. 1978, s. 7.
- Poznámky k metodě Václavkových recenzí z třicátých let. In: Václavkova Olomouc 1975. SPN, Praha 1978, s. 99 – 105.
- Václavkovy fejetony z dvacátých let In: Bedřich Václavek: Juvenilie, Praha 1978, s. 7 – 14.
- Z korespondence Bartoše Vlčka s Vojtěchem Martínkem. Česká literatura 26, 1978, č. 5, s. 455 – 459.
- Básníkova hodina poznání [ Svatopluk Řehák: Čas sluncí, Hodina s půlnoci]. Literární měsíčník 8, 1979, č. 3, s. 107 – 108.
- Vzdálený hlas [Výbor z českých básníků z Jugoslávie]. Literární měsíčník 8, 1979, č. 4, s. 112 – 113.
- Potíže vývoje [ Vladimír Brandejs: Třísky v tváři]. Literární měsíčník 8, 1979, č. 7, s. 114 – 115.
- Poezie okamžiků [ Jindřich Uher: Pálený střep, Okamžiky]. Literární měsíčník 8, 1979, č. 8, s. 110 – 111.
- Nad dílem Bartoše Vlčka. In: Bartoš Vlček: Touha po životě. Ostrava 1979, s. 305 – 323.
- Lyrika něhy [ Jiří Žáček: Milostné prstoklady]. Literární měsíčník 9, 1980, č. 2, s. 108 – 109.
- K nové knize lipenského historika [ Bohumil Vaňák: Jan Opletal a 17. listopad]. Lipenský kulturní kalendář, březen 1980, s. 7.
- Poezie jako nástroj pravdy. Literární měsíčník 9, 1980, č. 4, s. 114 – 115.
- Kritika nejen regionální . Tvorba 23. 7. 1980, s. 11.
- Jubilejní výbor [ František Branislav: Tiše vím]. Literární měsíčník 9, 1980, č. 6, s. 111.
- Únor a česká poezie. In: Sborník z mezinárodní literárněvědné konference Bezručova Opava 1978. Ostrava 1980, s. 51 – 57.
- Básník lásky a věrnosti [ František Nechvátal: Kniha milostná]. Literární měsíčník 10, l981, č. 1, s. 107 – 108.
- Hranice lyrické vlohy [ Ivo Odehnal: Tiché bubnování, Nedílné hory, Píseň o velkomoravské náušnici]. Literární měsíčník 10, 1981, č. 3, s. 113 – 115.
- Na téma – život [ Donát Šajner: Každou hodinu]. Literární měsíčník 10, 1981, č.4, s. 109 – 110.
- Neiluzivní zření života [ Svatopluk Řehák: Na shledanou zítra]. Literární měsíčník 10, 1981, č. 6, s. 111.
- Zápas o pravdu [ Bořivoj Kopic: Jsi, Vysočino, Fragment]. Literární měsíčník 10, 1981, č. 7, s. 118 – 119.
- Jak dál? [ Jaroslav Mazáč: Hvězdná země]. Literární měsíčník 10, 1981, č. 8, s. 108 – 109.
- Brandejsova poezie v Kruhu [Vladimír Brandejs: Milosti světla]. Literární měsíčník 10, 1981, č. 9, s. 113 – 114.
- Wolkeriana v monografii o Václavkovi [ Štěpán Vlašín: Bedřich Václavek]. Štafeta 13, 1981, č. 3, s. 23 – 24.
- Téma srdce ve Wolkrových raných verších. In: Wolker dnešku. Sborník referátů na XXIV. Wolkrově Prostějovu. Praha 1981, s. 10 – 11.
- Básník hořkého slaného života [o poezii Karla Bouška]. Literární měsíčník 11, 1982, č. 6, s. 40 – 44.
- Od sentimentu k ironii [ Jaroslav Čejka: Sentimentální lásky, Veřejné tajemství, Kniha přání a stížností]. Literární měsíčník 11, 1982, č. 7, s. 111 – 114.
- Nezval v edici Portréty [ Milan Blahynka: Vítězslav Nezval]. Ostravský kulturní měsíčník 7, 1982, č. 7 – 8, s. 15 – 16.
- Poezie a mravnost. Tvorba, literární příloha Kmen, 4. 8. 1982, s. 1 a 3; 11. 8. 1982, s. 1 a 3.
- Zapadlí vlastenci 1932 [ Josef Kocourek: Zapadlí vlastenci 1932]. Ostravský kulturní měsíčník 12, 1982, č. 9, s. 15 – 16.
- Problémy literární kritiky v Severomoravském kraji. In: Václavkova Olomouc 1980. Univerzita Palackého, Olomouc 1982, s. 27 – 35.
- Strnadi nad sněhem [Josef Suchý: Strnadi nad sněhem]. Literární měsíčník 11, 1982, č. 9, s. 113 – 114.
- Rodové vědomí kontinuity [ Ivo Odehnal: Srdce o dvou kůrkách]. Literární měsíčník 12, 1983, č. 1, s. 127.
- Věřit, že člověk je dobrý [o poezii Josefa Suchého]. Literární měsíčník 12, 1983, č. 4, s. 141.
- Básníkova cesta za poznáním [František Nechvátal: Balzamína]. Literární měsíčník 12, 1983, č. 4, s. 125.
- Prvotina mimo standard [ Ivan Šeiner: Veďme prám proudem]. Literární měsíčník 12, 1983, č. 6, s. 137.
- Hořká moudrost zrání [Svatopluk Řehák: Slunce na skalpelu]. Literární měsíčník 12, 1983, č. 9, s. 123.
- Poezie proti válce. Literární měsíčník 12, 1983, č. 10, s. 37.
- Najít se v začátku pravdy a odpovědnosti [ Petr Cincibuch: Nejkrásnější bývá šílená]. Literární měsíčník 13, 1984, č. 6, s. 136 – 137.
- Úskalí extenzity. Literární měsíčník 13, 1984, č. 10, s. 112 – 113.
- Další zapomenutý autor [ Alois Zábranský: Břehule čili Poslední vodník na Hané]. Kulturní měsíčník 2, 1984, č. 12, s. 56 – 57.
- Nad knihou o Václavkovi [ Milan Zeman: O marxistickou syntézu]. Česká literatura 33, 1985, č. 1, s. 89 – 93.
- Hrát v životě pravdivou a čestnou roli [František Nechvátal: Nesmrtelný život]. Literární měsíčník 14, 1985, č. 5, s. 132 – 133.
- Na počest Bartoše Vlčka. Nové Přerovsko 5. 7. 1985, s. 4 – 5.
- Poezie bez zoufání a bez příkras [o poezii Viléma Závady]. In: Národní umělec Vilém Závada. Státní vědecká knihovna Olomouc. Regionální informační středisko pro kulturu a umění Severomoravského kraje 1985, č. 17, s. 3 – 7.
- Čapkovy utopie a skutečnost. Tvorba, literární příloha Kmen, 11. 12. 1985, s. 3.
- Tečka za triptychem [ Jaromír Pelc: Platinové srdce]. Tvorba, literární příloha Kmen, 11. 12. 1985, s. 10 – 11.
- Sýsův vleklý spor s časem. Česká literatura 33, 1985, č. 6, s. 493 – 505.
- Slovník literární teorie. Česká literatura 34, 1986, č. 1, s. 61 – 66.
- Úskalí extenzity [Karel Boušek: Co má člověk rád]. Literární měsíčník 15, 1986, č. 3, s. 127 – 128.
- Bojovná poezie Viléma Závady. Literární měsíčník 15, 1986, č. 5, s. 49 – 52.
- Poezie zákonů, vět a definic [studie k vývojové problematice poezie Jaroslava Čejky]. Česká literatura 34, 1986, č. 6, s. 538 – 543.
- Pověsti ze severní Moravy [ Oldřich Šuleř: Modrá štola]. In: Severní Morava sv. 51, 1986, s. 71 – 72.
- K nedožitým osmdesátinám Emiliana Glocara. In: Severní Morava, sv. 51, 1968, s. 73 – 75.
- Kritická pomoc Bedřicha Václavka Františku Nechvátalovi. In: Václavkova Olomouc 1983. Univerzita Palackého, Olomouc 1986, s. 87 – 93.
- Odpovědnost před zákonem v nitru [Josef Suchý: Země tvých dlaní]. Literární měsíčník 15, 1986, č. 10, s. 127.
- Básník touhy po životě [o poezii Bartoše Vlčka]. Lidová demokracie 30. 10. 1987, s. 5.
- Stopový prvek…láska [ Josef Peterka: Stopový prvek… láska]. Tvorba, literární příloha Kmen, 29. 4. 1987, s. 10.
- Jubilant z wolkrovské generace. Tvorba, literární příloha Kmen, 14. 10. 1987, s. 2.
- Tři básnické knihy z podzimu 1938. In: Václavkova Olomouc 1986, Univerzita Palackého, Olomouc 1987, s. 91 – 96.
- Za tajemstvím tvorby [ Jiří Svoboda: Z obzoru tvorby]. Tvorba, literární příloha Kmen, 20. 5. 1987, s. 10.
- Diagnózy mechanického občanství [ Jaroslav Sekera: Příběhy mechanických občanů]. Kulturní měsíčník 6, 1988, č. 1, s. 65 – 66.
- F. X. Šalda básník. Česká literatura 36, 1988, č. 3, s. 224 – 235.
- Ironické múzy Jiřího Žáčka. Česká literatura 37, 1989, č. 1, s. 33 – 53.
- Česká poezie v období Mnichova. Česká literatura 37, 1989, č. 3, s. 206 – 226.
- Čapkův projekt humanismu ve třicátých letech. In: Slavica Pragensia XXXIII – Karel Čapek 1988. Acta Universitatis Carolinae Philologica 4 – 5, 1989, s. 65 – 70.
- Pohledy přes rameno [Jaroslav Sekera: Pohledy přes rameno]. Kulturní měsíčník 7, 1989, č. 12, s. 135 – 137.
- Osamělý běžec Egon Hostovský. Tvar l, 1990, č. 12, s. 4 – 5.
- Dějiny nelze zabezpečit ničím, pouze člověkem. Hrst úvah nad dílem Josefa Ludvíka Fischera. Tvar 2, 199l, č. 29, s. 4 – 5.
- O německy psané literatuře vzniklé v českých zemích [Ludvík E. Václavek: Stati o německé literatuře vzniklé v českých zemích]. Tvar 3, 1992, č. 14, s. 5.
- Básník duše a samoty Bohuslav Reynek. Tvar 4, 1993, č. 1, s. 4 – 6.
- Heinrich Heine na Slovensku [ Heinrich Heine: Lorelei, přel. Ľubomír Feldek]. Tvar 4, 1993, č. 11, s. 6.
- První román Oty Filipa – Cesta ke hřbitovu [Ota Filip: Cesta ke hřbitovu]. Tvar 4, 1993, č. 47/48, s. 4 – 6.
- Dva moravští lyrici [o poezii Oldřicha Mikuláška a Jana Skácela]. Acta Universitatis Palackianae Olomucensis, Facultas philosophica, Philosophica – Aesthetica 9. Univerzita Palackého, Olomouc 1993, s. 35 – 39.
- Impozantní výbor české lyriky v němčině [Die Sonnenuhr. Tschechische Lyrik aus 11 Jahrhunderten]. Tvar 5, 1994, č. 11, s. 6.
- Osvětim očima romských pamětníků [ Ctibor Nečas: Nemůžeme zapomenout]. Tvar 5, 1994, č. 18, s. 19 – 20.
- Sedmdesát let od smrti Bartoše Vlčka. Literární noviny 7, 1995, č. 2, s. 2.
- Kdo tvoří společnost spisovatele. Severočeský regionální deník 5, 1995, č. 64, s. 10.
- Deníky, dopisy a život Marie Ebner-Eschenbachové. Tvar 6, 1995, č. 1, s. 2.
- K některým rysům Vodičkovy metodologie. Literárněhistorické studie o díle Boženy Němcové. Česká literatura 44, 1996, č. 2, s. 163 – 175.
- Dobývání sama sebe [ Alena Nádvorníková: Uvnitř hlasů]. Mosty. Česko-slovenský týdeník 5, 1996, č 21, s. 13.
- Kdo tvoří společnost spisovatele? Scriptum 1996, č. 19, s. 63 – 71.
- Báseň jako stav neurčitosti. Alternativa Nova 2, 1996, č. 9, s. 7.
- Ludvík Kundera výtvarník. Literární noviny 7, 1996, č. 44, s. 2.
- Smudkovské holuby [o literárním kýči]. Literární noviny 8, 1997, č. 10, s. 4.
- Básník touhy a činu. Alternativa Nova 4, 1997, č. 2, s. 79 – 81.
- Posedlost nasvětlením středu [Alena Nádvorníková: Vzpomínky na prázdniny]. Literární noviny 8, 1997, č. 47, s. 7.
- Edice s otazníky [Přátelství básníků. Vzájemná korespondence Karla Dostála-Lutinova s Juliem Zeyerem a Otokarem Březinou]. Literární noviny 9, 1998, č. 4, s. 7
- Listy Oldřicha Králíka Emilu Antončíkovi. In: Badatelská metoda Oldřicha Králíka v kontextu soudobé literární vědy. Materiály z vědecké konference pořádané Katedrou bohemistiky na Filozofické fakultě UP. Olomouc 1998, s. 76 – 79.
- Splácíme Janu Čepovi. Tvar 9, 1998, č. 7, s. 11.
- Pověsti z horní Hané [ Miroslav Kubíček: Pověsti z horní Hané]. In: Severní Morava, sv. 76, 1998, s. 75 – 76.
- Báseň jako dění textu [ Milan Hrabal: Cokoli proměnlivého]. Literární noviny 9, 1998, č. 43, s. 6.
- Motivy noci a tmy v Halasově Torzu naděje. Česká literatura 46, 1998, č. 2, s. 134 – 151.
- Konference o díle Jana Čepa. Česká literatura 46, č. 6, s. 563 – 564.
- Čepovo pojetí času. Česká literatura 46, 1998, č. 6, s. 576 – 582.
- Od slova ke kaligramu [ Lydie Romanská: Nedomykavost času]. Literární noviny 10, 1999, č. 3, s. 7.
- Nářky a spílání Georga Heyma [ Georg Heym: Umbra vitae]. Literární noviny 10, 1999, č. 41, s. 8.
- Rybář transcendentna. In: Milíř. Členský zpravodaj Společnosti Jiřího Mahena v Brně. Jaro 1999, č. 8/9, s. 2 – 3.
- Slasti a strasti Oldřicha Mikuláška. Literární noviny 10, 1999, č. 48, s. 8.
- Román Marie Ebner-Eschenbachové Obecní dítě. In: Marie von Ebner-Eschenbach. Život a dílo. Leben und Werk [sborník z konference]. Masarykova univerzita, Brno 1999, s. 35 – 38.
- Poezie v elegickém hávu [ Jiří Rulf: Maloměstské elegie]. Literární noviny 11, 2000, č. 11, s. 8.
- Bohuslav Reynek et Suzanne Renaud. In: Acta Universitatis Palackianae Olomucensis, Romanica IX, Univerzita Palackého Olomouc 2000, s. 37 – 39.
- Filozofické podněty J. L. Fischera. In: Kontext(y) II. Litteraria, Theatralia, Cinematographica. Acta Universitatis Palackianae Olomoucensis, Facultas philosophica, Philosophica – Aesthetica 22, 2000. Olomouc 2000, s. 23 – 26.
- Úspěchy Bablerových překladů se rodily v Samotiškách. Mladá fronta Dnes 6. 5. 2001, Střední Morava Dnes, s. D/4.
- Vlídná tvář Otty Františka Bablera. Literární noviny 12, 2001, č. 4, s. 11.
- Surrealistické děje a významy ze slov a ve slovech [Alena Nádvorníková: Děje]. Lidové noviny 14, 2001, č. 256, s. 20.
- Der Sujetaufbau und die Lyrisierung in den Geschichten von Marie von Ebner-Eschenbach. In: Deutschböhmische Literatur. Beiträge der internationalen Konferenzen (Olmütz, 13. – 16. 11. 2000 und 25. – 28. 4. 2001). Univerzita Palackého, Olomouc 2001, s. 55 – 58.
- Ludvík Kundera na „Hoře dění“. In: Muzeum. Sborník Muzea Kroměřížska 2002, sv. 3, s. 125 – 131.
- Literární věda osudem i volbou. Česká literatura 50, 2002, č. 1, s. 99 – 101.
- Dorůstat tím, co ztraceno je [ Jitka Světlíková: Tančit na zvony]. Literární noviny 13, 2002, č. 47, s. 8.
- Z mýtu do reality textu [ František Všetička: Kroky Kalliopé]. Alternativa plus 7, 2003, č. 3 – 4, s. 101 – 104.
- Před sto lety se narodil Jan Čep. Mladá fronta Dnes 11. 1. 2003, Střední Morava Dnes, s. D/4.
- Dílo, které nepotřebuje komentář [o expozicích díla Jana Čepa v Památníku národního písemnictví a v Národní knihovně]. Lidové noviny 16, 2003, č. 13, s. 20.
- Vdíle Zdeňka Přikryla má žena výsadní postavení [ Zdeněk Přikryl: Sochy, kresby, medaile a jiné básně]. Lidové noviny 16, 2003, č. 77, s. 10.
- Jak ozářit cylindrem monitor [ Zeno Kaprál: Namol střízliv, Zeleň blankytu, Pádlo stálosti]. Literární noviny 15, 2003, č. 43, str. 9.
- Čas pro literární událost? Vyšlo jako zvláštní příloha časopisu Češtinář. Hradec Králové 2003, str. 13 – 14.
- Česká poezie v období Mnichova. In: Mnichovská dohoda. Cesta k destrukci demokracie v Evropě. Univerzita Karlova v Praze, Nakladatelství Karolinum, Praha 2004, s. 252 – 271.
- Putování napříč Fantomázií [Mrznoucí mrholení. Spisy Ludvíka Kundery, sv. III.]. Literární noviny 17, 2005, č. 16, s. 11
- Cesta Emiliana Glocara za historickou prózou. In: Z paměti literární Olomouce, sv. 1. Vlastivědná společnost muzejní v Olomouci. Olomouc 2004, s. 63 – 70.
- J. L. Fischer – filozof a člověk. In: Z paměti literární Olomouce, sv. 2. Vlastivědná společnost muzejní v Olomouci. Olomouc 2006, s. 82 – 86.
- Ludvík Kundera jako výtvarník. In: Z paměti literární Olomouce, sv. 2. Vlastivědná společnost muzejní v Olomouci. Olomouc 2006, s. 299 – 302.
- Nadprůměrná monografie [ Bořivoj Srba: Více než hry]. Literární noviny 18, 2007, č. 28, s. 11.
- Miloš Dvořák na pokračování [ Miloš Dvořák: O katolictví v české literatuře 20. století]. Host 2008, č. 3, s. 66.

### Edice
- Emilian Glocar: Olomoucká elegie. Profil, Ostrava 1970 (s F. Spurným).
- Václavkova Olomouc 1970. O socialistické kultuře a regionalismu. Profil, Ostrava 1972.
- Bedřich Václavek. Listy mládí. Spolek českých bibliofilů, Praha 1972.
- Bedřich Václavek: Tradice a modernost. Odeon, Praha 1973. Kniha oceněna výroční cenou nakladatelství Odeon.
- Václavkova Olomouc 1972. Bedřich Václavek a úkoly marxistické kritiky. AUPO, Facultas philosophica, supplementum 22. Vydala Univerzita Palackého v SPN, Praha 1975.
- Václavkova Olomouc 1973. O socialistickém realismu. AUPO, Facultas philosophica, supplementum 23. Vydala Univerzita Palackého v SPN, Praha 1976.
- Václavkova Olomouc 1975. Tradice české meziválečné kritiky. AUPO, Facultas philosophica, supplementum 24. Vydala Univerzita Palackého v SPN, Praha 1978.
- Bedřich Václavek: Kritické stati z třicátých let. Československý spisovatel, Praha 1975.
- Václavkova Olomouc 1976. Pocta Františku Palackému. Univerzita Palackého, Olomouc 1979.
- Bedřich Václavek: Juvenilie. Československý spisovatel, Praha 1978.
- Bartoš Vlček: Touha po životě. Výbor z díla. Profil, Ostrava 1979.
- Václavkova Olomouc 1978. Pocta Josefu Dobrovskému. K demokratickým a internacionalistickým tradicím slavistiky. AUPO, Facultas philosophica, supplementum 27. Vydala Univerzita Palackého v SPN, Praha 1982.
- Václavkova Olomouc 1980. Stav a úkoly literární vědy v Severomoravském kraji a výchova mladé generace. Univerzita Palackého, Olomouc 1982.
- Václavkova Olomouc 1981. Česká a slovenská literatura 1930 – 1980 v boji proti fašismu a válce. Univerzita Palackého, Olomouc 1984.
- Václavkova Olomouc 1987. Některé aktuální otázky sociologie umění, zvláště literatury. Univerzita Palackého, Olomouc 1987.
- Josef Ludvík Fischer. Osobnost, dílo, myšlenky. Univerzita Palackého, Olomouc 1990.
- Ludvík E. Václavek: Stati o německé literatuře vzniklé v českých zemích. Univerzita Palackého, Olomouc 1991.
- Acta Universitatis Palackianae Olomucensis. Facultas Philosophica. Litteraria – Theatralia – Cinematographica, sv. 1, 1993 (s J. Stýskalem).
- Konference o díle Jana Čepa. Olomouc 9. – 10. března 1998. Danal, Olomouc 1999.
- Marie von Ebner Eschenbach. Život a dílo. Masarykova univerzita, Brno 1999.